# فرهنگ جامع زندگی‌نامه آلمان

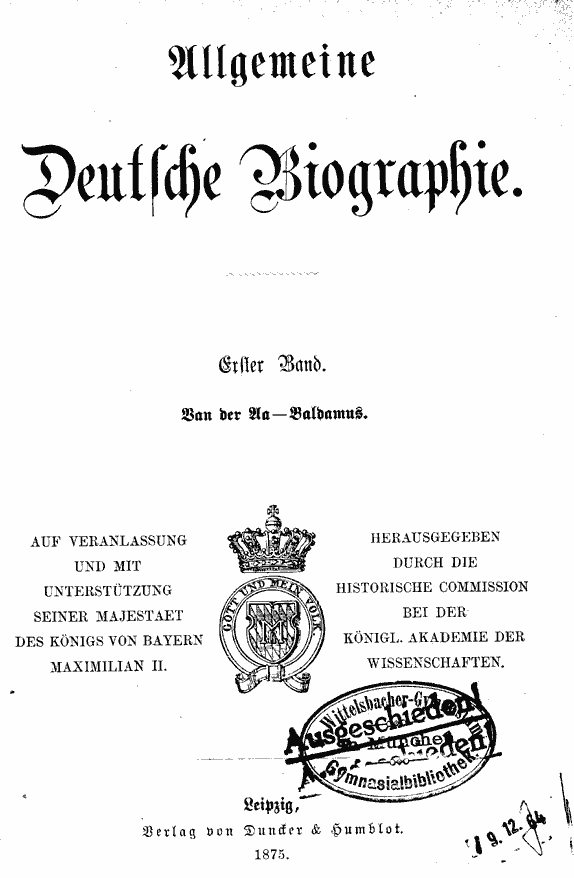
صفحه عنوان جلد اول در سال ۱۸۷۵

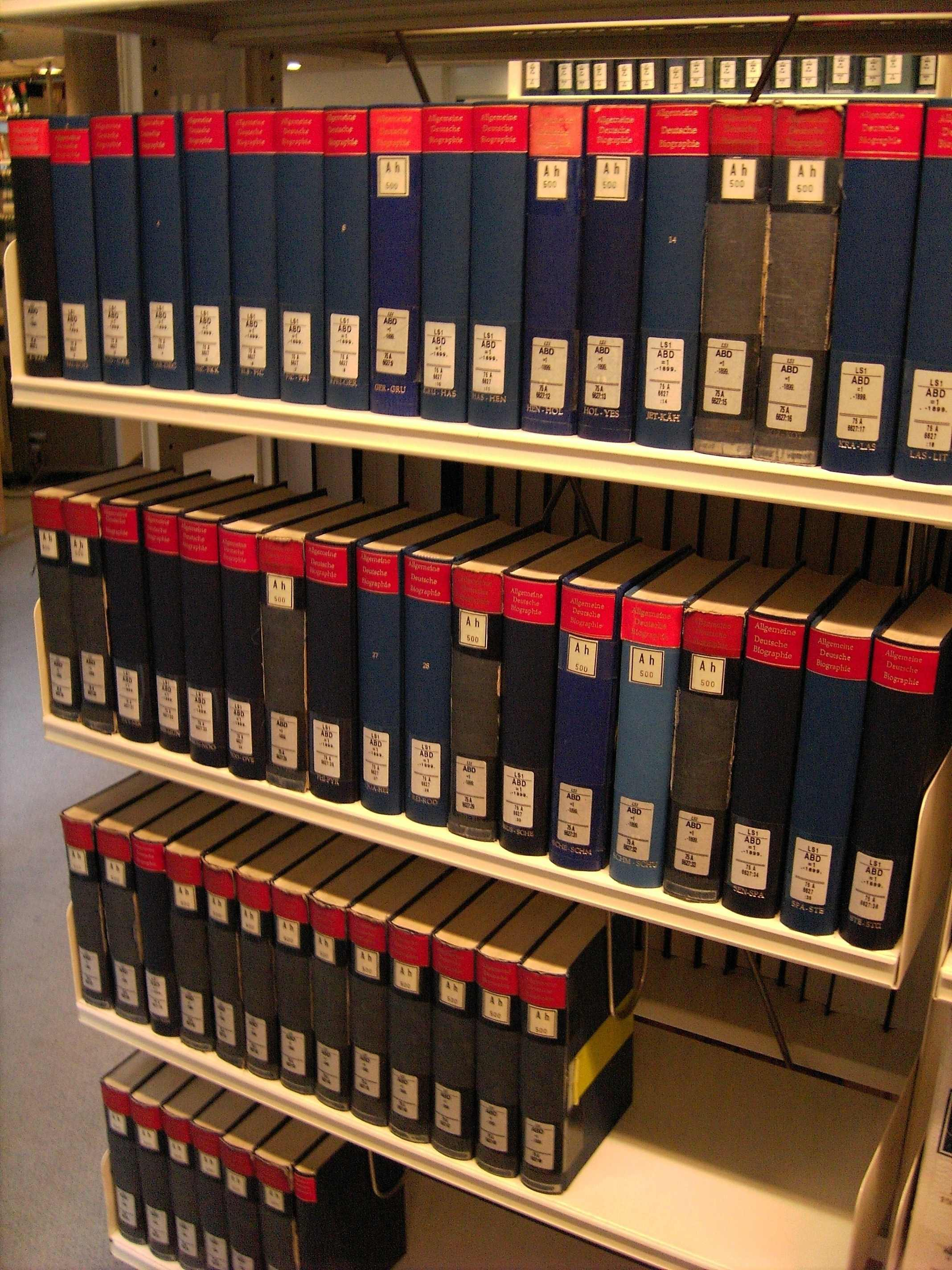
مجلدات فرهنگ جامع زندگی‌نامه آلمان

فرهنگ جامع زندگی‌نامه آلمان (Allgemeine Deutsche Biographie) از مهم‌ترین و جامع‌ترین آثار مرجع بیوگرافی در زبان آلمانی است. 
این کتاب توسط کمیسیون تاریخی آکادمی علوم باواریا بین سالهای ۱۸۷۵ تا ۱۹۱۲ در ۵۶ جلد، توسط دانکر و هامبلوت در لایپزیک منتشر شده‌است. ADB شامل زندگینامه حدود ۲۶۵۰۰ نفر است که قبل از سال ۱۹۰۰ فوت کرده و در منطقه زبان آلمانی زمان خود زندگی می‌کردند، به عنوان مثال این فرهنگ افرادی از هلند امروزی قبل از سال ۱۶۴۸ را شامل می‌شود. 
جانشین آن، بیوگرافی جدید آلمانی، در سال ۱۹۵۳ راه‌اندازی شد و قرار است در سال ۲۰۲۳ به پایان برسد. فهرست و مقالات کامل متن ADB و NDB به صورت رایگان از طریق وب سایت (بیوگرافی آلمانی) به صورت آنلاین در دسترس هستند.

## یادداشت
1. 1 2  Ebneth 2014.